# بزرگسال
بزرگسال به شخصی گفته می‌شود که به بلوغ جنسی یا روانی یا اجتماعی رسیده یا کسی که از نظر قانونی بزرگسال محسوب می‌شود.

## بزرگسالی از نظر قضایی
قدرت تصرف در اموال:
در اکثر کشورها های جهان  در قانون هر فرد بالای ۱۸ سال بزرگسال و بالغ محسوب می شود. عموما اتمام دوره ی بلوغ و نوجوانی زمان ورود به بزرگسالی فرد اطلاق می شود. بعد از این سن فرد می تواند اقدامات مالی، برقراری رابطه جنسی، نوشیدن الکل، کار بدون محدودیت، ازدواج،گواهینامه رانندگی،دریافت سیمکارت شخصی،خروج از کشور بدون اجازه پدر و مادر ، حساب بانکی و موارد دیگر را داشته باشد.

## بزرگسالی از نظر زیست‌شناختی
به‌طور معمول، مرز بزرگسالی از نظر زیست‌شناختی، بروز نشانه‌های ثانویهٔ بلوغ در بدن افراد تعیین می‌شود.